# 정신보건법 제24조
정신보건법 제24조는 정신질환자의 보호의무자에 의해 정신질환자를 정신의료기관에 입원할 수 있도록 한 제도를 규정한 정신보건법 조항이다.

## 조항 내용
정신보건법 제24조(보호의무자에 의한 입원)

① 정신의료기관등의 장은 정신질환자의 보호의무자 2인의 동의(보호의무자가 1인인 경우에는 1인의 동의로 한다)가 있고 정신건강의학과전문의가 입원등이 필요하다고 판단한 경우에 한하여 당해 정신질환자를 입원등을 시킬 수 있으며, 입원등을 할 때 당해 보호의무자로부터 보건복지부령으로 정하는 입원등의 동의서 및 보호의무자임을 확인할 수 있는 서류를 받아야 한다.  <개정 2010.1.18., 2011.8.4.> 

② 정신건강의학과전문의는 정신질환자가 입원등이 필요하다고 진단한 때에는 제1항에 따른 입원등의 동의서에 당해 정신질환자가 다음 각 호의 어느 하나에 정한 경우에 해당된다고 판단한다는 의견을 기재한 입원등의 권고서를 첨부하여야 한다.  <개정 2011.8.4.> 

1. 환자가 정신의료기관등에서 입원등 치료 또는 요양을 받을 만한 정도 또는 성질의 정신질환에 걸려 있는 경우 

2. 환자 자신의 건강 또는 안전이나 타인의 안전을 위하여 입원등을 할 필요가 있는 경우 

③ 제1항의 입원등의 기간은 6개월 이내로 한다. 다만, 정신의료기관등의 장은 6개월이 지난 후에도 계속하여 입원등의 치료가 필요하다는 정신건강의학과전문의의 진단이 있고 보호의무자가 제1항에 따른 입원등의 동의서를 제출한 때에는 6개월마다 시장·군수·구청장에게 입원등의 치료에 대한 심사를 청구하여야 한다.  <개정 2011.8.4.> 

④ 정신의료기관등의 장은 제3항에 따른 심사결과에 따라 퇴원등의 명령을 받은 때에는 당해 환자를 즉시 퇴원등을 시켜야 한다. 

⑤ 정신의료기관등의 장은 제1항 및 제3항에 따라 정신질환자를 입원등을 시키거나 입원등의 기간을 연장시킨 때에는 지체 없이 본인 및 동의서를 제출한 보호의무자(이하 이 조에서 "보호의무자"라 한다)에게 그 사유와 제29조에 따른 퇴원심사등의 청구에 관한 사항을 서면 또는 전자문서로 통지하여야 한다. 

⑥ 정신의료기관등의 장은 환자 또는 보호의무자로부터 퇴원등의 신청이 있는 경우에는 지체 없이 당해 환자를 퇴원등을 시켜야 한다. 다만, 정신건강의학과전문의가 정신질환자의 위험성을 고지한 경우에는 정신의료기관등의 장은 퇴원등을 거부할 수 있다. 이 경우 환자 또는 보호의무자는 즉시 제27조에 따른 기초정신보건심의위원회 또는 광역정신보건심의위원회(기초정신보건심의위원회가 설치되지 아니한 경우에 한한다)에 이의를 신청할 수 있다.  <개정 2011.8.4.> 

⑦ 정신의료기관등의 장은 제6항 단서에 따라 퇴원등을 거부하는 경우에는 지체 없이 환자 및 보호의무자에게 그 거부사유 및 제29조에 따라 퇴원등의 심사를 청구할 수 있음을 서면 또는 전자문서로 통지하여야 한다. 

⑧ 정신의료기관등의 장은 제6항 단서의 후단에 따른 심사결과에 따라 퇴원등의 명령을 받은 때에는 당해 환자를 즉시 퇴원등을 시켜야 한다. 

⑨ 제6항 본문에 따라 환자를 퇴원등을 시킨 때에는 보호의무자에게 그 사실을 서면 또는 전자문서로 통지하여야 한다. 

[전문개정 2008.3.21.]

## 같이 보기
- 정신보건법 제24조에 대한 헌법재판소 판례
- 정신보건법